# Biographisches Lexikon für Ostfriesland
Das Biographische Lexikon für Ostfriesland (BLO) ist eine vierbändige Lokalbiographie, die Biographien von Personen enthält, die in Ostfriesland geboren wurden oder die dortigen Entwicklungen maßgeblich beeinflusst haben oder in sonst einer Weise mit ihnen in Verbindung stehen. In den vier Bänden finden sich Biographien von nicht mehr „lebenden Personen ab dem Ende des 15. Jahrhunderts, also etwa der Zeit der Begründung der Grafschaft Ostfriesland.“ Damit deckt das Lexikon einen Zeitraum von etwa 600 Jahren ab. Das Biographische Lexikon für Ostfriesland war auf fünf Bände geplant, in denen der Herausgeber Martin Tielke etwa 900 biographische Artikel zusammenfassen wollte. Da einige von diesen Artikeln Familien thematisieren sollten, wären so etwa 1000 Personen dargestellt worden. Von 1993 bis 2007 sind vier Bände des Lexikons mit rund 700 Artikeln erschienen. Seit 2009 wurden alle etwa 700 Artikel der vier bisher erschienenen Bände des Lexikons in den neuen Webauftritt der Landschaftsbibliothek eingebunden und diese  – soweit  vorhanden  –  auch  mit  Porträts versehen. 2016 erschien die Erstausgabe des Künstlerlexikons Bildende Kunst in Ostfriesland im 20. und 21. Jahrhundert. Es gilt als Standardwerk zur Kunst Ostfrieslands und als wichtige Ergänzung zum Biographischen  Lexikon  für  Ostfriesland.

## Inhalt
Das Biographische Lexikon enthält Lebensdaten aus sechs Jahrhunderten zu den wichtigsten Personen Ostfrieslands. Unter ihnen sind Frauen und Männer, die auf irgendeinem Gebiet für Ostfriesland von Bedeutung gewesen sind, unabhängig davon, ob sie in Ostfriesland geboren sind oder nicht. Ebenso wurden diejenigen Ostfriesen berücksichtigt, die außerhalb des Landes historische Bedeutung erlangten.
Die einzelnen Beiträge des Werkes, das ohne hauptamtlichen Redaktionsstab, festen Etat oder Forschungsmittel erschien, verfassten Autoren, die nicht nur über ihre Person die nötigen Kenntnisse besitzen, sondern auch in der Lage sind, eine abgewogene Würdigung der historischen Leistung zu geben.
Der erste Band mit 376 Seiten erschien 1993. Er enthält ein Vorwort des Herausgebers Martin Tielke, ein Abkürzungs- und Siglenverzeichnis sowie alphabetisch sortierte Biographien. Im ersten Band sind 180 Biografien von Personen, die das politische, kirchliche, gesellschaftliche, wirtschaftliche und kulturelle Leben prägten, zusammengefasst.
Band 2 erschien 1997. Er umfasst 424 Seiten, auf denen 186 Biografien zu finden sind. Ergänzend zu dem Vorwort des Herausgebers Martin Tielke und zur Einleitung, als auch zum Abkürzungs- und Siglenverzeichnis sowie den alphabetisch sortierten Biographien, enthält er ein zusammenfassendes Register der in Band 1 und 2 behandelten Personen.
Im 2001 erschienenen dritten Band sind auf 470 Seiten 191 Biografien zusammengefasst. Er entspricht in Anlage und Ausstattung den beiden vorhergehenden und enthält ebenfalls ein zusammenfassendes Register der Bände 1 bis 3.
Der vierte und vorerst letzte Band erschien 2007. In ihm werden auf 472 Seiten in 183 Artikeln 200 historische Personen dargestellt, nicht nur in Einzel-, sondern auch in zusammenfassenden Familienartikeln. Laut Klappentext sind damit 80 Prozent der bedeutenden Ostfriesen dargestellt, die in einem Gesamtregister aller in den Bänden eins bis drei und auch in den Familienartikeln behandelten Personen aufgelistet werden.

## Ausgaben
Herausgeber der Lexika ist der damalige Leiter der Landschaftsbibliothek Martin Tielke. Auftraggeber des Gesamtwerkes war die „Ostfriesische Landschaft“.
- Martin Tielke (Hrsg.): Biographisches Lexikon für Ostfriesland. Ostfriesische Landschaftliche Verlags- und Vertriebsgesellschaft, Aurich, Bd. 1 ISBN 3-925365-75-3 (1993).
- Martin Tielke (Hrsg.): Biographisches Lexikon für Ostfriesland. Ostfriesische Landschaftliche Verlags- und Vertriebsgesellschaft, Aurich, Bd. 2 ISBN 3-932206-00-2 (1997).
- Martin Tielke (Hrsg.): Biographisches Lexikon für Ostfriesland. Ostfriesische Landschaftliche Verlags- und Vertriebsgesellschaft, Aurich, Bd. 3 ISBN 3-932206-22-3 (2001).
- Martin Tielke (Hrsg.): Biographisches Lexikon für Ostfriesland. Ostfriesische Landschaftliche Verlags- und Vertriebsgesellschaft, Aurich, Bd. 4 ISBN 3-932206-62-2 (2007).